# 滨湖哈恩
滨湖哈恩是德国莱茵兰-普法尔茨州的一个市镇。总面积3.70平方公里，总人口397人，其中男性199人，女性198人（2011年12月31日），人口密度107人/平方公里。